# Glenea vaga
Glenea vaga é uma espécie de escaravelho da família Cerambycidae. Foi descrita por James Thomson em 1865.  É conhecida a sua existência em Myanmar, Laos, Tailândia e Malásia.  Contém a variedade Glenea vadia var. flavocolorata.